# 한휴
한휴(韓休, 672년 ~ 740년)는 당나라 경조(京兆) 장안(良士) 사람이며, 재상이다. 자는 양사(良士)이다. 시호는 문충(文忠)이다. 머리가 뾰족하여 필두공(筆頭公)으로 불렸다. 한대민의 조카이기도 하다.

## 관직
현량방정과에 천거되었고 당 현종이 동궁에 있을 때, 직접 국정에 대해 문의하자 대책을 올려 을과에 급제하였다. 좌보걸과 예부시랑, 지제고, 상서우승을 역임했다. 개원 21년(733년) 황문시랑과 동중서문하평장사를 역임했다.

## 일화
현종이 궁중에서 연회를 베풀거나 후원(後苑)에서 사냥을 할 때, 조금이라도 지나친 점이 있으면 좌우를 돌아보면서 "한휴가 아는가?"라고 물었는데, 말을 마치자마자 바로 그가 간쟁하는 상소가 올라오곤 했다. 이 때문에 현종은 기분이 우울해져 몸이 수척해질 정도였다고 한다. 그러자 한 대신이 한휴를 파직하라 권하자 현종이 "한휴가 힘써 간쟁하고 물러가면 내 잠자리가 편하다. 내가 한휴를 기용한 것은 사직을 위해서지, 나 자신을 위해서가 아니다."라고 말했다고 한다.

## 묘지
섬서성고고학연구원은 서안시 장안구에 위치한 한휴 부부의 무덤자리발굴을 마무리 했다. 묘에는 출토묘지, 시녀인형 등 백여가지 문물이 있었고 벽화도 있었다고 밝혔다.